# S&P Global Ratings
S&P Global Ratings (vormals Standard and Poor’s Corporation) ist eine international bekannte US-amerikanische Kredit-Ratingagentur. Sie entstand 1941 aus der Verschmelzung der US-amerikanischen Unternehmen H.V. & H.W. Poor Co. und Standard Statistics Bureau. Von 1966 bis 2011 war S&P eine Tochtergesellschaft von McGraw-Hill. Kernbereich der Gesellschaft ist die Bewertung und Analyse anderer Wirtschaftsunternehmen, Banken und Staaten hinsichtlich ihrer Bonität. S&P ist die dominierende Ratingagentur neben den kleineren Unternehmen Moody’s und Fitch Ratings, die zusammen als die Großen Drei (englisch big three) bezeichnet werden. Außerdem erstellt S&P zahlreiche Aktienindizes der amerikanischen Börsen und Rohstoffindizes. Neben der Zentrale des Unternehmens in New York City gibt es 35 Standorte an Finanzplätzen in aller Welt, davon neun in Europa, darunter auch in Frankfurt.

## Marktposition
S&P dominiert den Weltmarkt mit 40 Prozent Marktanteil. Die Umsatzrendite von S&P lag im Jahr 2011 über 40 Prozent.
Nach eigenen Angaben haben S&P und Moody’s im Jahr 2009 über eine Million Kredite beurteilt. Mit dieser Aufgabe waren etwa je Agentur 1000 Analysten befasst. Die Agenturen stellen den Anleihe-Emittenten der je Beurteilung 3 bis 4 Basispunkte in Rechnung, abhängig von Emissionsvolumen. Neben der Preisgestaltung von einzelnen Emissionen gibt es ein Preismodell für Großunternehmen und -banken, die häufig Darlehen aufnehmen, ein Rabattsystem für Großkunden. Die Einnahmen erscheinen gering, aber es ist die Masse, die die hohen Gewinne erbringt. Das Ergebnis wird zusätzlich durch die geringen Kosten befördert, die die Ratingagenturen vor allem in ihrem kleinen Personalbereich haben. Rudolf Hickel schrieb 2012, die drei Ratingagenturen seien eine „private Lizenz zum Geldscheffeln“.

## Bonitätsnotenskalen
| AAA | AA | A | BBB | BB | B | CCC | CC/D | NR |

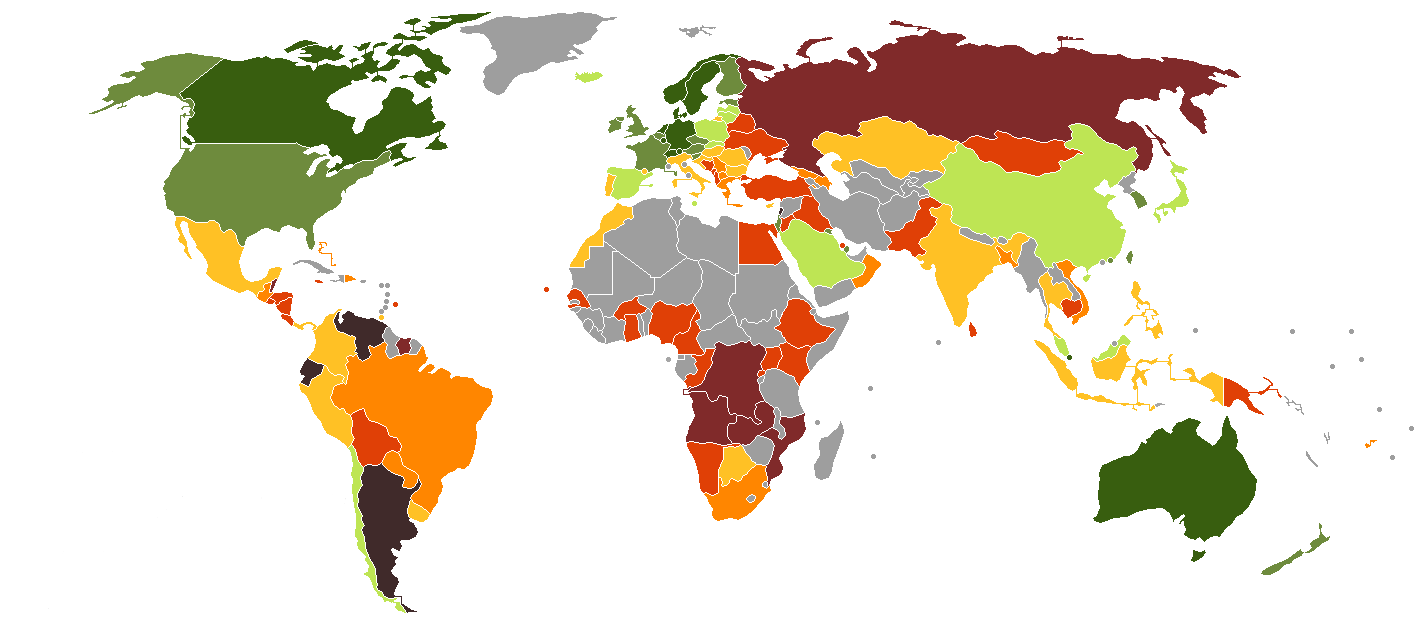
Weltkarte mit Einfärbung der Länder nach Bonitätsnoten von Standard & Poor’s aus dem Jahr 2017

Standard & Poor’s verwendet folgende Bonitätsnoten („Ratingcodes“), die sich nicht wesentlich von den Beurteilungskriterien der anderen beiden großen Ratingagenturen unterscheiden:
Anlagewürdig (englisch investment grade)
- AAA: Zuverlässige und stabile Schuldner, höchste Qualität
- AA: Gute Schuldner, etwas höheres Risiko als AAA
- A: Wirtschaftliche Gesamtlage ist zu beachten
- BBB: Schuldner mittlerer Güte, die momentan zufriedenstellend agieren

Spekulativ (englisch non-investment grade oder speculative)
- BB: Sehr abhängig von wirtschaftlicher Gesamtlage
- B: Finanzielle Situation ist notorisch wechselhaft
- CCC: Spekulativ, niedrige Einnahmen des Schuldners
- CC: wie CCC
- C: wie CCC
- CI: ausstehende Zinszahlungen
- SD: Zahlungsausfall in einigen Bereichen
- R: unter regulatorischer Aufsicht, möglicherweise selektiver Zahlungsverzug/-ausfall in Zukunft
- D: in Zahlungsverzug
- NR: nicht bewertet (englisch not rated)

Die Ratingcodes von AA bis CCC können durch die angehängten Zeichen + oder − modifiziert sein, um eine feinere Abstufung innerhalb einer Bonitätsstufe anzuzeigen; Beispiel: AA+ und AA−.
Diese Bonitätsnoten sind für die Betrachtung eher langfristiger Anlagen bestimmt; für die kurze Frist gibt es eine verkürzte Zweitskala.
Anleihen mit spekulativer Bonitätseinstufung (BB und schlechter) werden als Hochzinsanleihen, Schrottanleihen oder Ramschanleihen (englisch high yield bonds oder junk bonds) bezeichnet. Als Kompensation für ihre hohe Ausfallwahrscheinlichkeit versprechen sie hohe Renditen. Hochzinsanleihen begeben zum Beispiel Schwellenländer, aber auch mittelständische Unternehmen schlechterer Bonität, die über eine solche Anleihe immer noch weniger Zinsen als für einen Bankkredit zahlen müssen.
Es ist ebenso möglich, dass bereits emittierte anlagewürdige Anleihen während der Laufzeit stark herabgestuft und so zu Schrottanleihen werden (ein Beispiel sind Griechenland-Anleihen während der Griechenland-Krise 2011/2012).
Eine Bonitätsbewertung (Rating) drückt lediglich aus, mit welcher Wahrscheinlichkeit ein Unternehmen oder Staat – nach Einschätzung der Ratingagentur – seinen Kapitaldienstverpflichtungen nachkommen wird (also seine Schulden tilgen wird). Es ist keine Kaufempfehlung. Die Zweiteilung der Bonitätsstufen in anlagewürdig und spekulativ ist jünger und zu einem gewissen Grad willkürlich.
Siehe auch: Rating (enthält eine Vergleichstabelle mit den Bonitätsnotenskalen der wichtigsten Ratingagenturen)

## S&P-Indizes
Das Unternehmen veröffentlicht folgende Aktien- und Rohstoffindizes:
| Aktienindizes - S&P 100 - S&P 400 - S&P Midcap 400 - S&P Midcap 400/BARRA Growth - S&P Midcap 400/BARRA Value - S&P 500 - S&P 500 Banks Index - S&P Completion - S&P 500/BARRA Growth - S&P 500/BARRA Value - S&P 600 - S&P SmallCap 600/BARRA Growth - S&P SmallCap 600/BARRA Value - S&P 1500 - S&P Africa 40 Index - S&P Asia 50 - S&P Euro - S&P Euro Plus - S&P Europe 350 | - S&P CNX 500 - S&P CNX Nifty - S&P Global 100 - S&P Global 1200 - S&P Latin America 40 - S&P Tiefsee Öl & Gas Index - S&P United Kingdom - S&P/ASX 50 - S&P/ASX 200 - S&P/ASX All Ordinaries - S&P/Case-Shiller Home Price Index - S&P/TOPIX 150 - S&P/TSX 60 - S&P/TSX Composite Index - S&P/TSX Venture Composite Index Rohstoffindizes - S&P GSCI |

## Kritik
Aufgrund des großen Einflusses der Ratingnoten auf das Tun und Lassen vieler Marktteilnehmer werden die verwendeten Methoden zum Teil äußerst kritisch betrachtet. Anlässlich der Herabstufung der USA hatte zum Beispiel das US-Finanzministerium reklamiert, dass S&P zwei Billionen US-Dollar nicht berücksichtigt habe. Die Börsenaufsicht SEC leitete 2011 eine Untersuchung der Rechenmethoden ein. Angeblich aufgrund eines Computerfehlers hat S&P irrtümlich eine Meldung über die Herabstufung Frankreichs verbreitet.
Am 6. Dezember 2011 sorgte S&P erneut für Schlagzeilen, als man eine Meldung zur drohenden Herabstufung von 15 Eurostaaten veröffentlichte. Unter anderem müsse Deutschland mit dem Verlust seines AAA-Ratings rechnen. Experten kritisierten das Vorgehen der Ratingagentur, da die Meldung bei verschiedenen Marktteilnehmern bereits die Runde machte, noch bevor S&P sie offiziell veröffentlichte. Einzelne Händler hätten so einen unfairen Informationsvorsprung gehabt. Trotz des negativen Ausblicks für die 15 Euro-Länder Anfang Dezember kam es nicht zu einer dauerhaften Verteuerung von Schuldtiteln der Eurozone. Im Januar 2012 senkte Standard & Poor’s die Kreditwürdigkeit von neun Euro-Ländern, darunter auch Frankreich und Österreich. Die beiden Länder wurden von der Bestnote AAA auf AA+ herabgestuft.
Prognosen sind Voraussagen auf die Zukunft basierend auf Daten der Vergangenheit, eine ihrer wichtigen Methoden ist die Extrapolation (siehe auch Regressionsanalyse). Nicht nur wegen methodischer Fehler oder Rechenfehler sind Fehlprognosen möglich – es können unvorhersehbare Ereignisse eintreten (z. B. die Nuklearkatastrophe von Fukushima), die das Wirtschaftsgeschehen beeinflussen. Den Rating-Agenturen wird – ebenso wie grundlegenden volkswirtschaftlichen Theorien – vorgeworfen, dass sie ökonomische Großkrisen, so die andauernde Finanzkrise von 2007 nicht haben „kommen sehen“. Kritiker bemängeln insbesondere, dass die Schlussfolgerungen aus mathematischen Modellen nur jene Voraussetzungen spiegeln, welche in die Modelle eingeflossen sind. Schwarze Schwäne – als Metapher für Unvorhergesehenes – würden häufig in den Modellen nicht berücksichtigt, so der Finanzmathematiker und Philosoph Nassim Nicholas Taleb.
Ewald Nowotny, Chef der Österreichischen Nationalbank, kritisierte am 12. Januar 2012 im Fernsehsender ORF, Standard & Poor’s sei „sicherlich sehr viel aggressiver und sehr viel politischer“ als die anderen Ratingagenturen. „Das ist ja eine politische Aktion, wenn in einem Schlag ganz Europa heruntergeratet wird oder zumindest eine negative Perspektive erhält.“

### Gebührenerhöhung 2012
S&P erhöhte seine Gebühren im Frühjahr 2012 kräftig. Im April 2012 protestierten zwölf deutsche Konzerne – Bayer, Continental, Daimler, Lufthansa, Deutsche Post, E.on, Henkel, Linde, RWE, Siemens, VW sowie der Familienkonzern Bertelsmann – dagegen in einem offenen Brief.

### Verurteilung in Australien wegen irreführender Bewertungen
Am 5. November 2012 verurteilte ein Bundesgericht in Australien Standard & Poor’s gemeinsam mit der niederländischen Großbank ABN AMRO und dem Finanzdienstleister LGFS zur Zahlung von Schadensersatz in Höhe von 30 Millionen australische Dollar (rund 24 Millionen Euro) wegen irreführender Bewertungen von Finanzprodukten. Ende 2006 hatten mehrere australische Kleinstädte für 16 Millionen australische Dollar (zirka 12,8 Millionen Euro) Kreditderivate „constant proportion debt obligations“ (CPDO) von ABN Amro mit der Bestnote „AAA“ gekauft. Trotz der Versicherung von LGFS, dass das Verlustrisiko bei unter einem Prozent liege, verloren die Gemeinden, die mehrheitlich vom Bergbau und der Landwirtschaft leben, über 90 Prozent ihres investierten Kapitals. Der Präzedenzfall könnte auch zu Prozessen in Europa und den Vereinigten Staaten führen. Standard & Poor’s kündigte an, Berufung gegen das Urteil einzulegen.

### Klage des US-Justizministeriums im Februar 2013
Das US-Justizministerium hatte im Februar 2013 Klage gegen Standard & Poor’s eingereicht. Wegen der Vergabe zweifelhafter Bonitätsnoten für Ramschanleihen aus der US-Immobilienkrise muss Standard & Poor’s insgesamt 1,5 Milliarden Dollar (umgerechnet 1,32 Milliarden Euro) zahlen. Das Unternehmen teilte am 2. Februar 2015 mit, einen Vergleich mit dem US-Justizministerium, 19 Bundesstaaten und der Hauptstadt Washington geschlossen zu haben. Die Ratingagentur legt auch jetzt Wert darauf, dass sie keine Gesetzesverstöße zugegeben habe. Zum Vergleich:  Der Internationale Währungsfonds (IWF) geht in einer Kalkulation vom August 2009 von Gesamtverlusten von 11,9 Billionen US-Dollar aus. Eine Studie der Deutsche Bank Research bezifferte die krisenbedingte Minderung des Welt-BIPs auf vier Billionen US-Dollar.

## Belege
1. ↑  Wissen: Wem gehören die Ratingagenturen? 17. Januar 2012, abgerufen am 23. April 2012.
2. ↑  S&P Global Revenue 2010–2022. Abgerufen am 7. August 2022.
3. ↑  Office Locations | S&P Global. Abgerufen am 12. November 2021 (amerikanisches Englisch).
4. ↑  Rudolf Hickel: Zerschlagt die Banken, S. 100, Econ Verlag, Berlin 2012, ISBN 978-3-430-20141-4.
5. ↑  Rudolf Hickel: Zerschlagt die Banken, S. 102, Econ Verlag, Berlin 2012, ISBN 978-3-430-20141-4.
6. ↑  Börsenaufsicht ermittelt gegen S&P Handelsblatt, 14. August 2011.
7. ↑  „Die vermeintliche Herabstufung der französischen Kreditwürdigkeit hatte am Donnerstag Ängste vor einer Verschärfung der europäischen Schuldenkrise geschürt. Französische Staatsanleihen verbuchten kurz danach die größten Wertverluste seit Einführung des Euro. Auch an den Aktienmärkten in den USA und Europa löste die Nachricht Kursverluste aus.“ S&P nennt Computerfehler als Grund für Ratingpanne (Memento des Originals vom 13. November 2011 im Internet Archive)  Info: Der Archivlink wurde automatisch eingesetzt und noch nicht geprüft. Bitte prüfe Original- und Archivlink gemäß Anleitung und entferne dann diesen Hinweis., Reuters Deutschland, 12. November 2011.
8. ↑  ftd.de (Memento vom 31. Dezember 2011 im Internet Archive)
9. ↑  S&P Downgrades: Österreich, Frankreich, Italien, Spanien und weitere Staaten betroffen (Memento vom 6. Juni 2016 im Internet Archive) In: wirtschaftsblatt.at vom 13. Januar 2012. Abgerufen am 14. Januar 2012.
10. ↑  France's Unsolicited Long-Term Ratings Lowered To 'AA+'; Outlook Negative (Memento vom 19. Januar 2012 im Internet Archive) bei standardandpoors.com, 13. Januar 2012. Abgerufen am 14. Januar 2012.
11. ↑  Austria's Long-Term Ratings Lowered To 'AA+'; Outlook Negative (Memento vom 20. Januar 2012 im Internet Archive) In: standardandpoors.com vom 13. Januar 2012. Abgerufen am 14. Januar 2012.
12. ↑  „Credit FAQ: Factors Behind Our Rating Actions On Eurozone Sovereign Governments“; Standard & Poor's Pressemeldung, 13. Januar 2012 (Memento vom 7. Februar 2012 im Internet Archive)
13. 1 2  Olaf Storbeck: Fundamentalkritik: Wie die Finanzkrise die VWL auf den Kopf stellt. In: Handelsblatt. 14. Januar 2010.
14. ↑  Nassim Nicholas Taleb: Der schwarze Schwan: Die Macht höchst unwahrscheinlicher Ereignisse. Hrsg.: Hanser Wirtschaft. 2008, ISBN 978-3-446-41568-3. (Original: The Black Swan: The Impact of the Highly Improbable. Penguin, 2008, ISBN 978-0-14-103459-1).
15. ↑  Standard & Poor's startet Rundumschlag gegen Europa In: spiegel.de vom 13. Januar 2012.
16. ↑  Deutsche Konzerne rebellieren gegen Rating-Riesen In: spiegel.de vom 23. April 2012.
17. ↑  Präzedenzfall: Standard & Poor's erstmals für irreführende Ratings verurteilt In: sueddeutsche.de vom 5. November 2012. Abgerufen am 5. November 2012.
18. ↑  Standard & Poor’s muss USA Milliardenstrafe zahlen bei ORF.at vom 3. Februar 2015. Abgerufen am 5. Februar 2015.
19. ↑  Edmund Conway: IWF erhöht Prognose über Kosten der Finanzkrise auf 11,9 Billionen US-Dollar In: telegraph.co.uk vom 8. August 2009. Abgerufen am 5. September 2022.
20. ↑  Bernhard Graf und Stefan Schneider: „Wie bedrohlich sind die mittelfristigen Inflationsriiken?“ In: Deutsche Bank Research 30. April 2009 (PDF; 301 kB).